# Silmiougou (Pilimpikou)
Pour les articles homonymes, voir Silmiougou.
Silmiougou est une localité située dans le département de Pilimpikou de la province du Passoré dans la région Nord au Burkina Faso.

## Géographie
Silmiougou se trouve à environ 15 km au nord-est du centre de Pilimpikou, le chef-lieu du département, à 3 km au nord de Lantaga et à environ 25 km au sud de Yako.

## Santé et éducation
Le centre de soins le plus proche de Silmiougou est le centre de santé et de promotion sociale (CSPS) de Lantaga tandis que le centre médical avec antenne chirurgicale (CMA) de la province se trouve à Yako.
Le village possède une école primaire publique.